# Нови-Шевриер
Нови́-Шеврие́р (фр. Novy-Chevrières) — коммуна во Франции, находится в регионе Шампань — Арденны. Департамент — Арденны. Входит в состав кантона Ретель. Округ коммуны — Ретель.
Код INSEE коммуны — 08330.
Коммуна расположена приблизительно в 170 км к северо-востоку от Парижа, в 65 км севернее Шалон-ан-Шампани, в 33 км к юго-западу от Шарлевиль-Мезьера.

## Население
Население коммуны на 2008 год составляло 651 человек.
| 1962 | 1968 | 1975 | 1982 | 1990 | 1999 | 2008 |
| ---- | ---- | ---- | ---- | ---- | ---- | ---- |
| 443  | 476  | 481  | 505  | 578  | 549  | 651  |

## Экономика
В 2007 году среди 407 человек в трудоспособном возрасте (15—64 лет) 300 были экономически активными, 107 — неактивными (показатель активности — 73,7 %, в 1999 году было 68,4 %). Из 300 активных работали 266 человек (149 мужчин и 117 женщин), безработных было 34 (14 мужчин и 20 женщин). Среди 107 неактивных 35 человек были учениками или студентами, 27 — пенсионерами, 45 были неактивными по другим причинам.

## Достопримечательности
- Церковь Сен-Пьер-дю-Приёре[фр.] (XV век). Исторический памятник с 1912 года.[3]

## Фотогалерея

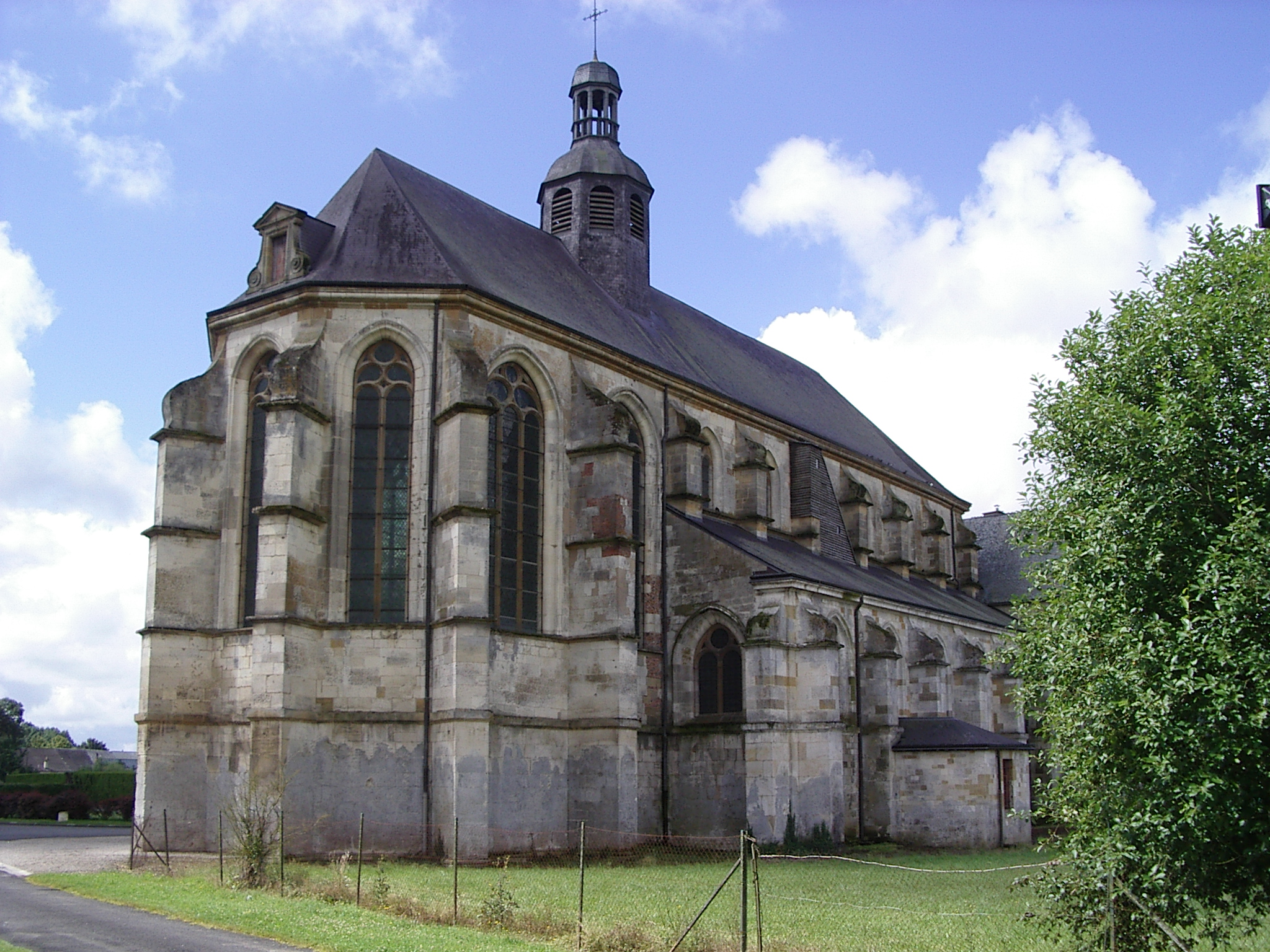
Церковь Сен-Пьер-дю-Приёре
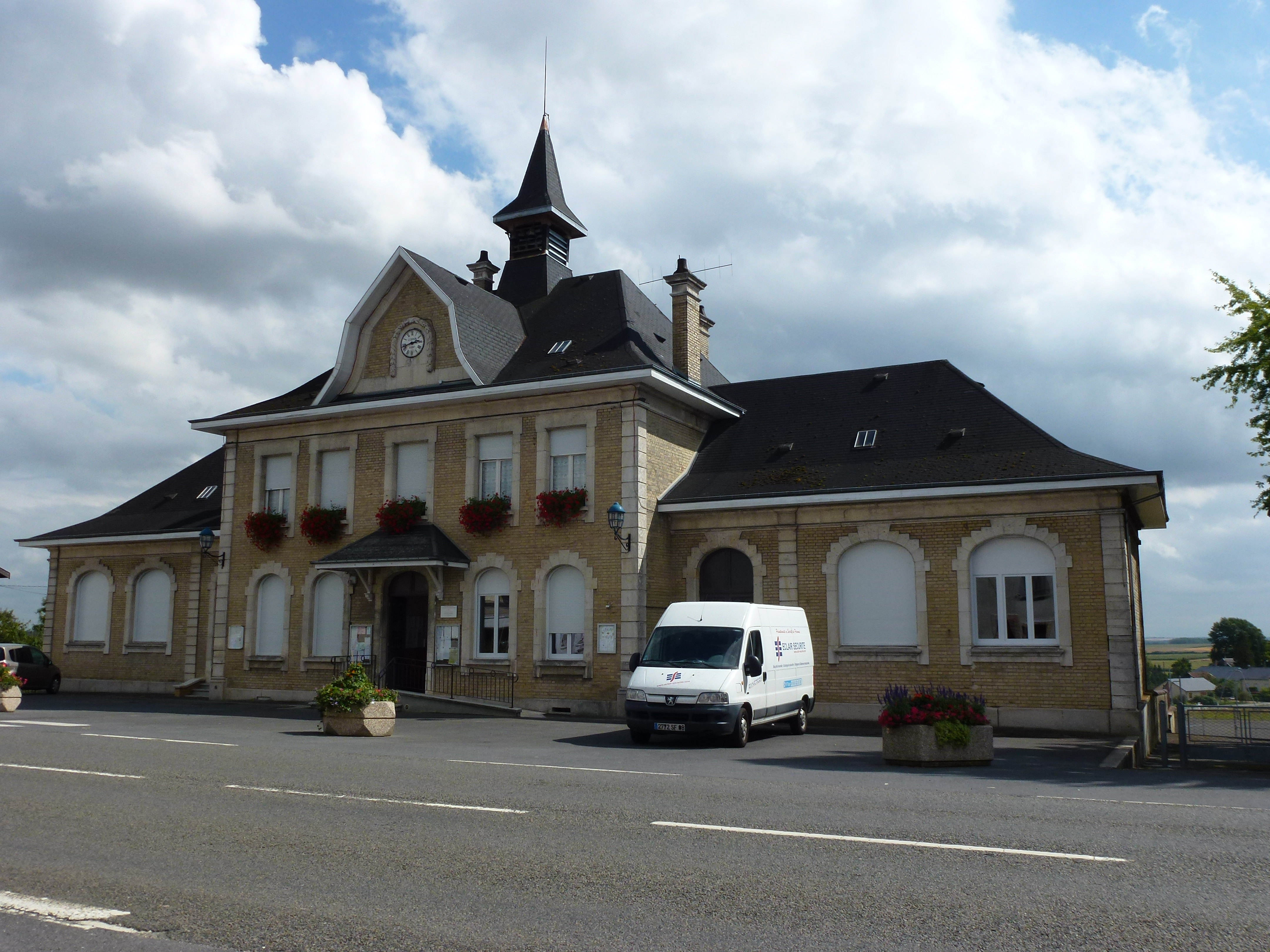
Мэрия
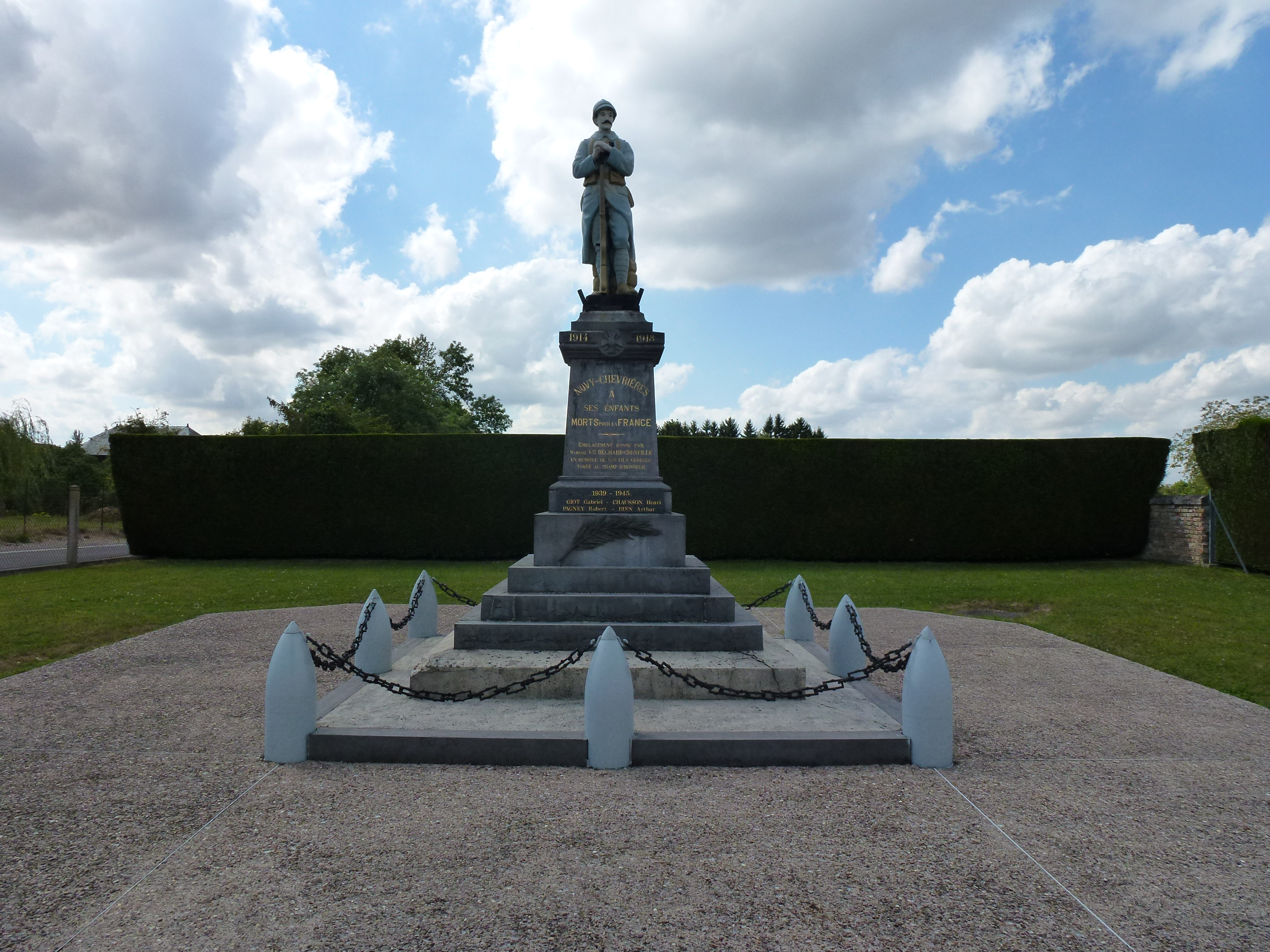
Памятник погибшим в Первой и Второй мировых войнах
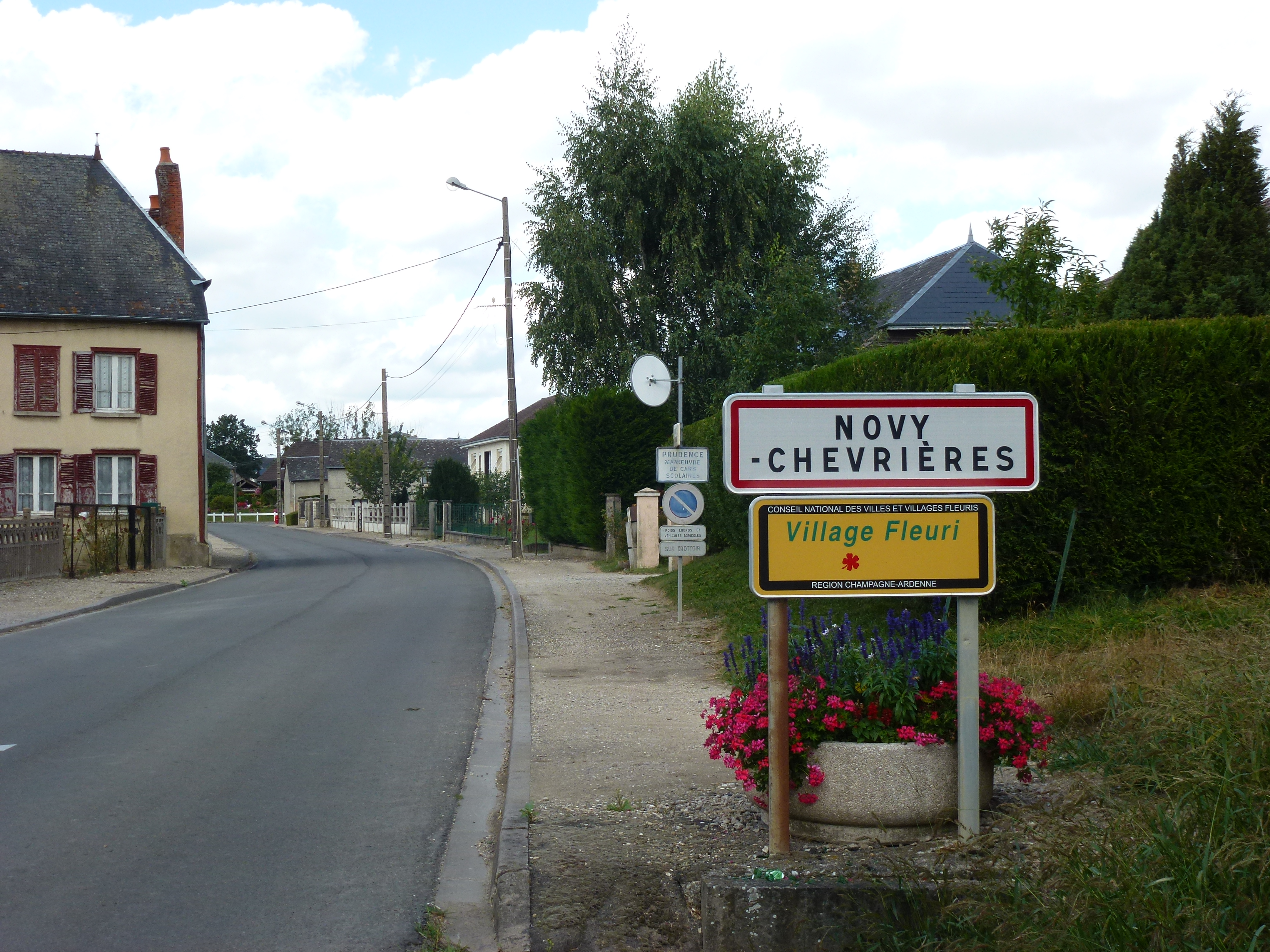
Въезд в Нови-Шевриер